# United States Tennis Association
United States Tennis Association (USTA) er det styrende organ for tennissporten i USA. Det er en non-profit-organisation med mere end 700.000 medlemmer, og forbundet investerer al sit overskud i udviklingen af tennis i USA, fra græsrødder til professionelt niveau. Forbundet blev dannet i 1881 med det formål at standardisere reglerne og promovere og udvikle væksten af tennis i USA.
USTA driver bl.a. USTA Billie Jean King National Tennis Center, som hvert år er vært for US Open.
USTA var tidligere kendt under navnet United States National Lawn Tennis Association (USNLTA) og blev oprettet i 1881 af en lille gruppe medlemmer af tennisklubber i New York City. I 1920 blev ordet 'National' fjernet fra forbundets navn. Og i 1975 blev ordet "Lawn" officielt fjernet fra navnet, hvorved man nåede frem til det nuværende navn.

## Organisation
USTA har 17 geografiske sektioner med mere end 700.000 individuelle medlemmer og 7.000 foreninger som medlemmer.

### USTA's geografiske sektioner
- USTA Caribbean
- USTA Eastern
- USTA Florida
- USTA Hawaii Pacific
- USTA Intermountain
- USTA Mid-Atlantic
- USTA Middle States
- USTA Midwest
- USTA Missouri Valley
- USTA New England
- USTA Northern
- USTA Northern California
- USTA Pacific Northwest
- USTA Southern
- USTA Southern California
- USTA Southwest
- USTA Texas

## Turneringer
- US Open
- Cincinnati Masters
- New Haven Open at Yale
- U.S. Men's Clay Court Championships

## Formænd
| Navn                    | Periode   |
| ----------------------- | --------- |
| R.S. Oliver             | 1881–1882 |
| James Dwight            | 1882–1884 |
| T.K. Fraser             | 1885–1886 |
| Richard Sears           | 1887–1888 |
| Joseph Clark            | 1889–1891 |
| Henry Slocum Jr.        | 1892–1893 |
| James Dwight            | 1894–1911 |
| Robert Wrenn            | 1912–1915 |
| George Adee             | 1916–1919 |
| Julian Myrick           | 1920–1922 |
| Dwight F. Davis         | 1923      |
| George Wightman         | 1924      |
| Jones W. Mersereau      | 1925–1927 |
| Samuel H. Colloml       | 1928–1929 |
| Louis Dailey            | 1930      |
| Louis J. Carruthers     | 1931–1932 |
| Henry S. Know           | 1933      |
| Walter Merrill Hall     | 1934–1936 |
| Holcombe Ward           | 1937–1947 |
| Lawrence Baker          | 1948–1950 |
| Russell B. Kingman      | 1951–1952 |
| James H. Bishop         | 1953–1955 |
| Renville H. McMann      | 1956–1957 |
| Victor Denny            | 1958–1959 |
| George Barnes           | 1960–1961 |
| Edward A. Turville      | 1962–1963 |
| James B. Dickey         | 1964      |
| Martin Tressel          | 1965–1966 |
| Robert J. Kelleher      | 1967–1968 |
| Alastair Martin         | 1969–1970 |
| Robert B. Colwell       | 1971–1972 |
| Walter E. Elcock        | 1973–1974 |
| Stan Malless            | 1975–1976 |
| William E. Hester       | 1977–1978 |
| Joseph E. Carrico       | 1979–1980 |
| Marvin P. Richmond      | 1981–1982 |
| Hunter L. Delatour, Jr. | 1983–1984 |
| J. Randolph Gregson     | 1985–1986 |
| Gordon D. Jorgensen     | 1987–1988 |
| David R. Markin         | 1989–1990 |
| Robert A. Cookson       | 1991–1992 |
| J. Howard Frazer        | 1993–1994 |
| Lester M. Snyder, Jr.   | 1995–1996 |
| Harry Marmion           | 1997–1998 |
| Julia Levering          | 1999–2000 |
| Mervin Heller, Jr.      | 2001–2002 |
| Alan Schwartz           | 2003–2004 |
| Franklin Johnson        | 2005–2006 |
| Jane Brown Grimes       | 2007–2008 |
| Lucy S. Garvin          | 2009–2010 |
| Jon Vegosen             | 2011–     |